# Suddendorf
Suddendorf ist ein Ortsteil der Stadt Schüttorf im Landkreis Grafschaft Bentheim in Niedersachsen.

## Geschichte
Der Name Suddendorf kommt von der früheren Bezeichnung Zudendorpe, was sich aus der Lage südlich von Schüttorf ergibt. Suddendorf hat etwa 1000 Einwohner, die sich auf mehrere Siedlungen und Bauernhöfe verteilen. Bis zum Jahr 2011 war Suddendorf eine eigenständige Gemeinde in der Samtgemeinde Schüttorf.
Aufgrund der wachsenden Schuldenlast der Gemeinde entschieden der Suddendorfer Rat am 6. Januar 2010 und der Schüttorfer Rat am 20. Januar 2010 die Eingemeindung in die Stadt Schüttorf. Die Eingemeindung erfolgte zum 1. November 2011.

## Kultur und Sehenswürdigkeiten

### Vereine
- Schützenverein Suddendorf (gegründet 1886)
- Spielmannszug Suddendorf (gegründet 1950)
- SV Suddendorf-Samern (gegründet 1959)

### Regelmäßige Veranstaltungen
In Suddendorf werden jedes Jahr ein Schützenfest, ein Kinderschützenfest  sowie ein Weihnachtsmarkt veranstaltet.